# Waheeda Rehman
Waheeda Rehman (Hyderabad, 14 maggio 1938) è un'attrice indiana.
Si tratta di uno dei volti più famosi di Bollywood.
Nel corso degli anni ha avuto varie nomination e vinto vari premi.
Negli ultimi anni ha chiaramente preso parte a film con ruoli di contorno, anche in pellicole di successo come Water - Il coraggio di amare.

## Filmografia parziale
- C.I.D., regia di Raj Khosla (1956)
- Sete eterna (Pyaasa), regia di Guru Dutt (1957)
- Fiori di carta (Kaagaz Ke Phool), regia di Guru Dutt (1959)
- Om Jai Jagadish, regia di Anupam Kher (2002)
- Water - Il coraggio di amare (Water), regia di Deepa Mehta (2005)
- Maine Gandhi Ko Nahin Mara, regia di Jahnu Barua (2005)
- 15 Park Avenue, regia di Aparna Sen (2005)
- Rang De Basanti, regia di Rakesh Omprakash Mehra (2006)
- Chukkallo Chandrudu, regia di Shivkumar (2006)
- Dilli 6, regia di Rakesh Omprakash Mehra (2008)